# Athlone Town A.F.C.
Athlone Town A.F.C. ili kraće Athlone Town (irs. Cumann Peile Bhaile Áth Luain) je profesionalni irski nogometni klub. Trenutačno nastupaju u Irskoj prvoj ligi, a protekle sezone zauzeli su 5. mjesto. Klub je osnovan 1887. godine i time spada u najstarije irske klubove. U klupskoj povijesti valja izdvojiti dvostruko osvajanje Premier lige, osvajanje FAI kupa, te osvajanje Irskog liga kupa u tri navrata. Boje kluba su plava i crna.

## Vanjske poveznice
- Službene stranice